# 渔童
《渔童》是一部中国上海美术电影制片厂制作的剪纸动画作品，曾于1980年获得全国第二次少年儿童文艺创作二等奖。 作品改编自清末鸦片战争后，流传于中国渔民间的故事。 

## 剧情简介
鸦片战争过后，西方入侵者控制了中国各港口，中国渔民被禁止出海捕鱼。有个老渔夫迫于生计，在深夜冒险出海捕鱼。海上风急浪高，老渔夫一鱼未获，仅捕获一个鱼盆，盆上绘有一个栩栩如生的渔童。
老渔民把鱼盆带回家放到桌上，意想不到的是，每至半夜老渔翁熟睡之时，渔童会从鱼盆里跳出来，用钓竿在鱼盆里垂钓，钓出很多的珍珠。到了第二天，老渔夫就把珍珠带到市上卖。不久，鱼盆的事情传到了一个洋教士耳中，洋教士欲将鱼盆据为己有，于是便与当地官府勾结 ，将渔夫告上公堂，一口咬定鱼盆是自己所有，强迫渔夫将鱼盆归还。渔夫不愿让鱼盆落入洋人之手，在公堂之上当众将鱼盆摔得粉碎，将渔童变了出来，渔童大闹公堂，将洋人扔入大海里。最后渔童又变回了渔盆。